# Салют-6 ЕП-2
 Екіпаж других відвідин станції Салют-6 — перший міжнародний екіпаж на станції Салют-6. Перший політ за програмою Інтеркосмос — спільне дослідження космосу радянськими космонавтами і представниками дружніх країн. Четвертий політ на станцію Салют-6.

## Мета польоту
Біологічні дослідження, матеріалознавство, дослідження верхніх шарів атмосфери.

## Екіпаж
- Основний

Командир Губарєв Олексій Олександрович
Космонавт-дослідник Ремек Владимир
- Дублерний

Командир Рукавишніков Микола Миколайович
Космонавт-дослідник Пелчак Олдржих

## Політ
2 березня 1978 було успішно запущено космічний корабель Союз-28 з першим міжнародним екіпажем. Громадянин Чехословаччини Владимир Ремек став першим неамериканським і нерадянським космонавтом. Перший політ за програмою Інтеркосмос — спільне дослідження космосу радянськими космонавтами і представниками дружніх країн.
3 березня Союз-28 пристикувався до орбітальної станції Салют-6.
10 березня екіпаж повернувся на Землю на космічному кораблі Союз-28. Заміна корабля не здійснювалася, оскільки основний екіпаж мав незабаром повернутися.

## Результат польоту
В польоті вперше в історії космонавтики здійснив політ перший міжнародний екіпаж.